# Carex vulpina
Carex vulpina L., 1753 è una pianta della famiglia delle Cyperacee, diffusa in Eurasia.

## Descrizione

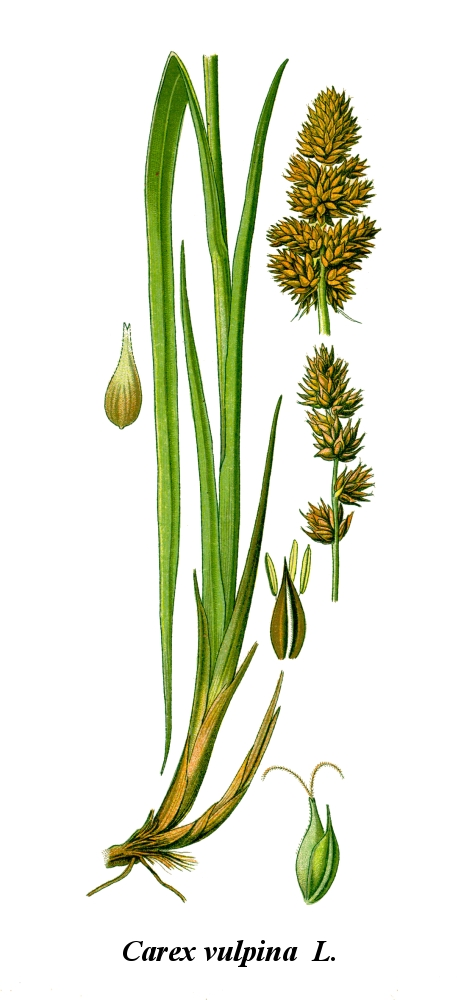
Illustrazione

Carex vulpina è una pianta erbacea perenne. Il fogliame è modesto. Essa cresce a nido. Lee spighette sono alla punta maschili, il frutto è un becco acuminato a due denti. Le inflorescenze femminili hanno due stigmi. La pianta è alta da 30 centimetri a 1 metro ed è larga da 4 a 10 cm, ha foglie più o meno diritte, acuminate.
Il numero cromosomico è 2n = 68.

## Distribuzione e habitat
Carex vulpina è pianta eurasiatica, si trova dall'Europa fino al nordovest della Cina.  Nella Mitteleuropa si presenta poco frequente e forma qua e là piccoli insiemi. Si trova prevalentemente ai bordi di acque ricche di sostanze nutritive e predilige inoltre rive, fossi di prati umidi e canneti.
 Carex vulpina predilige suoli umidi o bagnati. Evita la piena ombra. Cresce in montagna fino all'altezza di 1000 m s.l.m.